# 璃杏
璃杏（りあん、2月20日 - ）は、日本の女性歌手。大阪府出身。血液型はA型。

## 概要

### 来歴
歌うことが好きだった父親の影響で、小学生の頃から歌手になることを目指し、学生時代に音楽スクールで歌の基礎を学ぶ。定期的に行われた事務所の選考会で度々選ばれていた。数々のオーディションで最終選考まで残り、その頭角を現す。その頃の事務所から持ちかけられたCMソングオーディションで優勝し、ボーカリストデビューを果たす。
自ら尊敬する作家たちにデモテープを直接送り、仮歌や作詞をしながら下積み時代を送る。アプローチした8名の作家すべてから声がかかり、PCゲームの主題歌やCMソング、オムニバスCDへの参加、パチンコ・パチスロ・プリクラBGMなど幅広く歌い、作詞提供も行っている。
2013-2014年のみプロダクションに所属していたが、それ以外はフリーランスで精力的な活動をしている。2016年3月12日に初のワークスベストアルバム『THE BEST OF RIAN〜Dreamy Mix Collection〜』を発売。

### 人物
- ポップ・アニメ・ロック・ジャズ・バラード・ユーロビート・童謡など、音楽スタイルは非常に幅広い。
- 音楽活動以外に色彩の資格を保持し、色の影響力や面白さを時々発信している。手先が器用で、アクセサリー作りなどの物作りを得意とし、クレイアートの師範でもある。
- かなりの熱さを持ち、やると決めたことにとことん打ち込むストイックなところがあるが、甘えたな寂しがり屋。警戒心が少し強い。
- 剣道2級、ヤマハ音楽能力検定7級
- 趣味は散歩、ドライブ、公園、走ること、水泳、バスケットボール、ゴルフ、油絵など

## 作品

### サウンドトラック／コンピレーションアルバムなど
- J-POP Happy Drive Mix 2007年発売

『Mr.ブルー 〜私の地球〜』『トゥインクルトゥインクル』
- サンモニ shinjuku BEST 2008年発売

『創聖のアクエリオン』
- ホスパラ Host Paradise 2008年発売

『創聖のアクエリオン』
- VIP MEGA EURO STAR“HYBRID” 2008年発売

『Watch』（作詞 / 歌唱）
- R40 Dance!Dance!!Dance!!! 2009年発売

『Mr.ブルー 〜私の地球〜』
- スーパー・アニメ・リミックス vol.3 2009年発売

『PSI-missing』『MASSIVE WONDERS』
- スーパー・アニメ・リミックス 峠2 2009年発売

『GLAMOROUS SKY』『微熱S.O.S!!』
- スーパー・アニメ・リミックス テクノポップ 2009年発売

『PSI-missing』
- スーパー・アニメ・リミックス SUPER BEST 2009年発売

『MASSIVE WONDERS』『PSI-missing』
- 愛 LOVE Jユーロ 2009年発売

『GLAMOROUS SKY』
- J-POWER MIX vol.1

『愛が止まらない 〜Turn It Into Love〜』『Sexy Music』
- メロンブックスコンピレーションアルバム SUMMER VACATION 2010年発売

『サイレント・コード』
- 暁の護衛〜罪深き終末論〜 ORIGINAL SOUND TRACK 2010年発売

エンディングテーマ『永遠の孤独』
- Always FEVER R40 2010年発売

『まちぶせ』『ふたりの愛ランド』
『愛が止まらない 〜Turn It Into Love〜』『Sexy Music』
- Disco J Night 2010年発売

『ピンク・タイフーン (In The Navy)』（H & R名義）
『淋しい熱帯魚』（H & R名義）
『愛が止まらない 〜Turn it into love〜』『Sexy Music』
- Barbarian On The Grooveオリジナルアルバム 2011年発売

Barbarossa 『ソル・エンティティ』
- 最強神速 J☆Mix FUNKOT EDITION 2013年発売

『ふたりの愛ランド』『淋しい熱帯魚』
- ニッポンのうた Dance!Dance!!Dance!!! 2013年発売

『明日があるさ』（コーラス：Flowers）
『手のひらを太陽に』（コーラス：Flowers）
『あの素晴らしい愛をもう一度』（コーラス：Flowers）
『あなた』
- J Smile Mix 2013年発売

『ビビディ・バビディ・ブー』『アルプス一万尺』
- 歌謡曲 Smile Fitness vol.1 2013年発売

『小さな恋の物語』
- 歌謡曲 Smile Fitness vol.3 2013年発売

『Shapes Of Love』『SWEET PAIN』『Face the change』
- FANTASTIC歌謡曲 Smile Fitness vol.6 2013年発売

『ピンクタイフーン《ファイナル・パフォーマンストラック》』（H & R名義）
- J-POP 冬うた Smile Fitness vol.4 2014年発売

『DEPARTURES』
- J-POP Venus Smile Fitness vol.5 2015年発売

『残酷な天使のテーゼ』『出逢った頃のように』『TOMORROW』
- Smile Fitness & Drive Special 青春ソングス Dance Parade

『白い色は恋人の色』『風に吹かれて行こう』
- Smile Fitness Vol.7 〜J-POP 80's〜 2016年発売

『愛・おぼえていますか』『淋しい熱帯魚』
- 璃杏1stアルバム『THE BEST OF RIAN〜Dreamy Mix Collection〜』全14曲 2016年発売

『WATCH』 作詞：璃杏 作曲：h-katou（加藤浩義）
『GypsyKiss』 作詞：璃杏 作曲：汐田未琴（押田誠）
『花桜』 作詞：璃杏 作曲：岩垂徳行
他

### 作詞提供
- 2010年 高崎愛梨『夏を駆け抜けよう』他

### PCゲーム
- ぶらぶら

主題歌：『Burst！』
- 暁の護衛〜罪深き終末論〜

エンディングテーマ：『永遠の孤独』
- シキガミ

エンディング：『Daylight,Moonlight』
- メルトピア

主題歌：『ドリームワンダーランド』
作詞：璃杏 作曲：國島憲一
エンディングテーマ：『Endless Refrain〜時空の旋律〜』
作詞：璃杏 作曲：岩垂徳行

### CM
- 1999年 アルバイト情報誌『an』ラジオCMソング
- 2008年 アメリカン・エキスプレス〜オリジナルレコーディング編〜TVCM
- 2012年 昭和シェル『シェル車検』CMソング

### 遊技機
- 2013年パチスロBGM『娘娘娘』（岡崎産業） 桜花凛々ボーカル担当
- プリクラ機BGM 渡り廊下走り隊7『バレンタイン・キッス』

他

## 出演

### ラジオ出演
- 2011年 ラジオ大阪『幸せラジオ 乾龍介です！』
- 2015年 FMaiai『music♪energy』

### DVD
- 『あかべぇそふとつぅLIVE2013』2013年発売

### LIVE
- 2008年サンモニ@CODE ゲスト出演
- 2013年9月23日　あかべぇそふとつぅLIVE 出演
- 2014年7月26日：原田真二プレミアムナイトvol.1 ゲスト出演
- 2014年10月5日：原田真二プレミアムナイトvol.2 ゲスト出演
- 2015年7月11日：原田真二プレミアムナイトvol.6 ゲスト出演
- 2016年4月15日：原田真二プレミアムナイトvol.9 ゲスト出演
- 2016年2月19日：璃杏1stアルバムリリース記念ライブ Happy Birthday♪

他